# 53 Batalion Łączności
53 batalion łączności (53 błącz) – samodzielny pododdział  łączności ludowego Wojska Polskiego.
Batalion został sformowany w 1951 roku w garnizonie Lublin (Warszawski Okręg Wojskowy), w składzie 9 Korpusu Piechoty (od 1953 roku - 9 Korpusu Armijnego). W 1956 roku, po rozformowaniu 9 KA, został podporządkowany dowódcy 3 Pomorskiej Dywizji Piechoty. Od 1962 roku w składzie 3 Pomorskiej Dywizji Zmechanizowanej.

## Struktura organizacyjna
Dowództwo i sztab
- stacja szyfrowa
- kompania radiowa
  - pluton wozów dowodzenia
  - 1 pluton radiowy
  - 2 pluton radiowy
- kompania telefoniczno – telegraficzna
  - pluton transmisji informacji
  - pluton radioliniowo – kablowy
  - pluton łączności wewnętrznej i zasilania
- pluton łączności TSD
- Wojskowa Stacja Pocztowa
- pluton remontowy
- pluton zaopatrzenia
- pluton medyczny